# Isa Jechl

Porträt-Fotografie der Malerin Isa Jechl (Aus: „Sport und Salon“ (1900)).

Isabella Jechl (* 21. April 1873 in Wien; † 27. Jänner 1961 ebenda) war eine österreichische Malerin und Gründungsmitglied der „Vereinigung österreichischer bildender Künstler und Künstlerinnen“.

## Leben und Werk

Artikel über das Garser Suppè-Museum mit Max Jaffès Lichtdruck-Lithografie von Isa Jechls Aquarell.

Isa Jechl absolvierte die „Allgemeine Zeichenschule für Frauen und Mädchen“ und studierte zudem in München und Paris. Ihre Lehrer waren Franz Pönninger und Rudolf von Alt. Jechl war Gründungsmitglied der „Vereinigung österreichischer bildender Künstler und Künstlerinnen“ sowie ab 1905 Ausschussmitglied des Vereins der Schriftstellerinnen und Künstlerinnen. Ihr bildnerisches Werk umfasst Stadtansichten, Wiener Typen, Frauen-, Kinder- und Tier-Porträts sowie Aquarell-Malerei.
Im Jahr 1899 hat Isa Jechl im Auftrag von Sofie von Suppè ein detailgenaues, farbenprächtiges Aquarell des Garser Suppè-Museums angefertigt, das anschließend vom Fotografen und Lichtdruck-Pionier Max Jaffé mittels Lichtdruck vervielfältigt und als Lithografie veröffentlicht wurde. Das Original von Jechls Aquarell wurde von den „Städtischen Sammlungen der Stadt Wien“ angekauft.

## Ehrende Straßenbenennung
- „Isabella-Jechl-Weg“ in Wien-Donaustadt (22. Wiener Gemeindebezirk)